# Christian Katzenmeier
Christian Katzenmeier (* 29. Dezember 1964 in Heidelberg) ist ein deutscher Rechtswissenschaftler und Professor an der Universität zu Köln.

## Werdegang
Christian Katzenmeier studierte Rechtswissenschaft an der Universität Heidelberg. Dort legte er im Jahr 1990 das Erste Juristische Staatsexamen ab, 1993 erfolgte seine Promotion mit der Dissertation „Vertragliche und deliktische Haftung in ihrem Zusammenspiel, dargestellt am Problem der ‚weiterfressenden Mängel‘“. Nach Referendariat und dem Zweiten Juristischen Staatsexamen 1993 in Baden-Württemberg war er als wissenschaftlicher Assistent an der Universität Heidelberg und als Rechtsanwalt im Oberlandesgerichtsbezirk Frankfurt am Main tätig. Im Jahr 2001 wurde Katzenmeier mit der von Adolf Laufs betreuten und von der Deutschen Forschungsgemeinschaft geförderten Arbeit „Arzthaftung“ an der Universität Heidelberg habilitiert. Nach Lehrstuhlvertretungen an der Universität zu Köln im Jahr 2002 nahm Katzenmeier einen Ruf dorthin auf die Professur für Bürgerliches Recht und Zivilprozessrecht an.
Im Jahr 2005 erhielt er einen Ruf auf die Stelle des Geschäftsführenden Direktors des Instituts für Gesundheits- und Medizinrecht der Universität Bremen. Katzenmeier wurde Geschäftsführender Direktor des neu gegründeten Instituts für Medizinrecht der Universität zu Köln. Seit 2014 ist er zudem stellvertretender Direktor des neu gegründeten Cologne Center for Ethics, Rights, Economics, and Social Sciences of Health (Ceres). Im Jahr 2019 erhielt Katzenmeier einen Ruf der Universität Mannheim auf die Stelle des Geschäftsführenden Direktors des Instituts für Deutsches, Europäisches und Internationales Medizinrecht, Gesundheitsrecht und Bioethik der Universitäten Heidelberg und Mannheim.
Katzenmeier ist Verfasser zahlreicher rechtswissenschaftlicher Monographien, Kommentierungen, Gutachten und Aufsätze, Co-Autor des Standardwerks „Arztrecht“, Schriftleiter und Mitherausgeber der Zeitschrift „Medizinrecht“ (MedR) (C.H. Beck/Springer), Mitherausgeber der Großkommentare „Heidelberger Kommentar Arztrecht Krankenhausrecht Medizinrecht“ (HK-AKM) (C.F. Müller) und „Produzentenhaftung“ (Erich Schmidt), Herausgeber der „Kölner Schriften zum Medizinrecht“ (Springer), Veranstalter der Kölner Medizinrechtstage und Lehrpreisträger der Rechtswissenschaftlichen Fakultät der Universität zu Köln.
Seine Forschungsschwerpunkte sind das Medizinrecht, das Arztrecht, das Haftungs- und Versicherungsrecht sowie das Zivilprozessrecht. Für seine Forschungsleistungen wurde Katzenmeier im Jahr 2022 mit dem Hans-Kelsen-Preis (Zukunftspreis der Universität zu Köln) ausgezeichnet.

## Schriften (Auswahl)
- Arztrecht, C.H. Beck, München, 8. Aufl. 2021, 640 S.; 7. Aufl. 2015, 586 S.; 6. Aufl. 2009, 532 S. (NJW Schriftenreihe, Bd. 29), begründet von Adolf Laufs, fortgeführt mit Volker Lipp.
- Arzthaftung, J.C.B. Mohr (Paul Siebeck), Tübingen 2002, 636 S. (Jus Privatum, Beiträge zum Privatrecht, Bd. 62).
- Vertragliche und deliktische Haftung in ihrem Zusammenspiel, dargestellt am Problem der „weiterfressenden Mängel“, Duncker & Humblot, Berlin 1994, 308 S. (Schriften zum Bürgerlichen Recht, Bd. 167).
- Behandlungsvertrag, Kommentierung §§ 630a-h BGB, in: Heinz Georg Bamberger/Herbert Roth/Wolfgang Hau/Roman Poseck (Hrsg.), Kommentar zum Bürgerlichen Gesetzbuch, München: C.H. Beck, 4. Aufl. 2019 (zugleich BeckOK-BGB Bearb. 2025).
- Unerlaubte Handlungen, Kommentierung §§ 823 ff. BGB und ProdHaftG, in: Barbara Dauner-Lieb/Werner Langen (Hrsg.), NomosKommentar BGB – Bd. 2/2: Schuldrecht, Nomos, Baden-Baden, 4. Aufl. 2021; 3. Aufl. 2016; 2. Aufl. 2012; 1. Aufl. erschienen als AnwaltKommentar BGB – Bd. 2: Schuldrecht, Deutscher Anwaltverlag, Bonn 2005.
- Unerlaubte Handlungen – Beweisrecht, Kommentierung § 823 BGB und Anhänge (Sportunfälle, Arzthaftung, Produkthaftung, ProdHaftG), in: Gottfried Baumgärtel/Willi Laumen/Hanns Prütting (Hrsg.), Handbuch der Beweislast, Bd. 6: Schuldrecht BT 3, Carl Heymanns, Köln/Berlin/München, 5. Aufl. 2023; 4. Aufl. 2019; 3. Aufl. 2010.
- Sachverständigenbeweis – Kommentierung §§ 402 – 414 ZPO, in: Hanns Prütting/Markus Gehrlein (Hrsg.), ZPO-Kommentar, Luchterhand, Neuwied, 17. Aufl. 2025; jährlich seit 1. Aufl. 2009.
- Die Berufshaftpflichtversicherung des Arztes, in: Frank Wenzel (Hrsg.), Handbuch des Fachanwalts Medizinrecht, Wolters Kluwer, München, 4. Aufl. 2020, 3. Aufl. 2013, 2. Aufl. 2009, 1. Aufl. 2007, gemeinsam mit Philipp Brennecke.
- Medizinrecht – Casebook, Springer, Berlin/Heidelberg 2025, 348 S. (Springer-Lehrbuch), gemeinsam mit Claudia Achterfeld.
- Produkthaftungsgesetz, Berliner Kommentar, Erich Schmidt, Berlin, 7. Aufl. 2020, 264 S., gemeinsam mit Tobias Voigt.
- Patientenrechte und Arzthaftung, in: Egon Lorenz (Hrsg.), Karlsruher Forum 2013, Verlag Versicherungswirtschaft, Karlsruhe 2014, 188 S. (Schriftenreihe Versicherungsrecht, Bd. 52).
- Rechtsfragen der Digitalisierung des Gesundheitswesens, Otto Schmidt, Köln 2019, 58 S. (Schriftenreihe Kölner Juristische Gesellschaft, Bd. 33).
- Das Bild des Arztes im 21. Jahrhundert, Springer, Berlin/Heidelberg 2009, 194 S. (Kölner Schriften zum Medizinrecht, Bd. 1), Hrsg. gemeinsam mit Klaus Bergdolt.
- Rechtsfragen des Einsatzes der Telemedizin im Rettungsdienst, Springer, Berlin/Heidelberg 2010, 188 S. (Kölner Schriften zum Medizinrecht, Bd. 2), gemeinsam mit Stefania Schrag-Slavu.
- GKV-Unterstützung bei Behandlungsfehlerverdacht, Springer, Berlin/Heidelberg 2018, 130 S. (Kölner Schriften zum Medizinrecht, Bd. 22), gemeinsam mit Christoph Jansen.
- Medizin und Standard: Verwerfungen und Perspektiven, Springer, Berlin/Heidelberg 2020, 167 S. (Schriften zu Gesundheit und Gesellschaft, Bd. 3), Hrsg. gemeinsam mit Christoph Jansen und Christiane Woopen.
- Heidelberger Kommentar Arztrecht Krankenhausrecht Medizinrecht (HK-AKM), C.F. Müller, Heidelberg 2025, 5 Ordner, ca. 8.000 S., Hrsg. gemeinsam mit Hans-Jürgen Rieger, Franz-Josef Dahm, Martin Stellpflug und Ole Ziegler.
- Produzentenhaftung, Erich Schmidt, Berlin 2025, 4 Ordner, ca. 5.800 S., Hrsg. gemeinsam mit Karlheinz Stöhr und Tobias Voigt.